# 永清乡
永清乡，是中华人民共和国四川省南充市西充县曾经下辖的一个乡。2019年10月，撤销永清乡，原永清乡的行政区域为南台街道的行政区域。

## 行政区划
永清乡撤销前下辖以下地区：
公子坪村、傅家沟村、大毛坪村、小梨沟村、赵山沟村、分水岭村、盐井坝村、广川庙村、南岷山村、清河桥村和石牛山村。